# Bataille de Stormberg
Seconde Guerre des Boers
Batailles
Raid Jameson (décembre 1895 - janvier 1896)
- Doornkop

Front ouest (octobre 1899 - juin 1900)
- Kraaipan
- Belmont
- Graspan
- Modder River
- Stormberg
- Magersfontein
- Kimberley
- Paardeberg
- Poplar Grove
- Driefontein
- Sand River
- Mafeking
- Doornkop
- Biddulphsberg
- Lindley
- Diamond Hill

Front est (octobre 1899 - août 1900)
- Talana Hill
- Elandslaagte
- Rietfontein
- Bataille de Ladysmith
- Colenso
- Spion Kop
- Vaal Krantz
- Siège de Ladysmith
- Libération de Ladysmith
- Bergendal

Raids et guérillas (mars 1900 - mai 1902)
- Sanna's Post
- Mostertshoek
- Jammerbergdrift
- Roodewal
- Bothaville
- Leliefontein
- Nooitgedacht
- Vlakfontein
- Groenkloof
- Elands River
- Bloedrivier Poort
- Bakenlaagte
- Groenkop
- Tweebosch
- Rooiwal

La bataille de Stormberg fut la première des défaites britanniques qui jalonnèrent la semaine noire, au cours de laquelle trois expéditions britanniques furent battues par les troupes boers irrégulières au cours de la Deuxième Guerre des Boers. Les deux défaites suivantes intervinrent lors de la bataille de Colenso et la bataille de Magersfontein.

## Déroulement
Lorsque les plans d'attaque contre les deux Républiques boers furent établis, il fut prévu d'envoyer une division, commandée par le Général William Gatacre, afin de sécuriser les midlands de la Colonie du Cap, situés au sud de l'État libre d'Orange. Ses troupes furent amputées d'hommes emmenés en renfort aux frontières de la province du Natal après les défaites subies à cet endroit. Les troupes de Gatacre arrivèrent tard et en nombre réduit. Entretemps, les Boers de l'État libre avaient pris possession du nœud ferroviaire de Stormberg.
Gatacre apprit la perte de Stormberg le 8 décembre alors qu'il se trouvait à Graaff-Reinet. Il décida une contre-attaque immédiate pour reprendre l'endroit. 1 800 soldats furent alors acheminés par train à Molteno, la gare la plus proche encore aux mains des Britanniques. Il effectua une marche de nuit pour occuper les hauteurs de Kissieberg, qui dominaient les positions boers. La troupe était constituée du 2e bataillon Royal Northumberland Fusiliers (960 hommes), du 2e bataillon Royal Ulster Rifles (840 hommes), du 74e et du 77e de la Royal Field Artillery et de 250 hommes de l'infanterie montée.
Il n'y eut pas de reconnaissance, et les préparatifs furent limités. Tôt la veille, les troupes britanniques embarquèrent hâtivement dans le train, mais restèrent des heures sous le soleil avant que des locomotives ne soient disponibles. Les soldats étaient déjà fatigués avant d'arriver à Molteno, et ils durent se lancer dans une marche de nuit à la baïonnette en ayant peu mangé et peu dormi. Les guides locaux se perdirent rapidement et les hommes errèrent longtemps dans la nuit.
Lorsque l'aube vint, les Britanniques arrivèrent enfin au Kissieberg. Un petit groupe de Boers armé d'un canon Krupp 75 mm ouvrit le feu. Bien que les hommes de Gatacre aient commencé à contourner la colline pour forcer les Boers à la retraite, une moitié de l'infanterie se rua vers l'avant sans ordre. Ils découvrirent que la colline était un relief classique pour la région, un kopje entouré d'une falaise et qu'ils ne pouvaient escalader. L'artillerie britannique ajouta à la confusion, faisant feu sur ses propres troupes ayant passé la colline.
L'autre moitié des forces de Gatacre commença à se retirer dans le désordre. Gatacre ordonna la retraite vers Molteno. Des renforts boers à cheval arrivèrent alors et attaquèrent des deux côtés. La retraite des Britanniques éreintés fut couverte par l'infanterie montée et l'artillerie, bien que deux pièces aient été perdues. Gatacre ne réalisa pas avant son arrivée à Molteno que 600 hommes étaient restés en arrière au Kissieberg, qui durent finalement se rendre.
Les Boers de l'État libre d'Orange et les rebelles locaux ne prirent pas directement avantage de la défaite de Gatacre. Une fois ressaisis, les renforts britanniques étaient arrivés, et les positions assurées. Beaucoup de personnes critiquèrent Gatacre pour cette défaite.

## Source
- (en) Sir Arthur Conan Doyle, A History of The Great War (Chapter 10 : The Battle of Stormberg), George H. Doran company, 1917 (lire en ligne)
- (en) Rayne Kruger, Goodbye Dolly Grey : Story of the Boer War, New English Library, 1964, 539 p. (ISBN 978-0-7126-6285-7)